# Синдикативное исследование
Синдикати́вное иссле́дование — исследование, проводимое исследовательской компанией по собственной инициативе в интересах группы клиентов, и не настроенное под заранее заданные требования конкретного заказчика. Результаты исследования принадлежат исследовательской компании. Как правило, выдержки из исследования публикуются в СМИ и находятся в свободном доступе, а полные версии отчетов — платные.
С одной стороны, пользоваться результатами синдикативного исследования могут одновременно несколько компаний-клиентов, что позволяет значительно сократить финансовые расходы в расчёте на одну компанию. С другой стороны, исследовательская компания заранее не может быть уверена в достаточном спросе на свое исследование. Поэтому зачастую исследовательская компания проводит регулярные исследования в одних и тех же направлениях и имеет относительно постоянный пул заказчиков, которые ассоциируют её с проводимыми ею исследованиями.
Большой популярностью синдикативные исследования пользуются среди маркетологов, это вызвано эффектом экономии ресурсов - одно и то же исследование оказывается применимым источником информации о рынке для его участников, конкурирующих между собой.
Синдикативные исследования являются менее дорогими, чем заказные, но их результаты дороже самостоятельного получения данных из открытых источников. Они часто используются как наиболее эффективные по соотношению между ценой и приносимой ценностью.